# شرح الاخبار
شرح الاخبار فی فضائل الائمة الاطهار اثر قاضی نعمان، فقیه اسماعیلی است. وی در این اثر مانند دعائم الاسلام، احادیث پیامبر را که مورد تأیید امامان اسماعیلی فاطمی است نقل می‌کند. همچنین احادیث روایت‌شده از جعفر صادق را نیز گرد آورده است. در این کتاب حوادث مهم زندگی امامان شیعه از علی بن ابی‌طالب تا جعفر صادق آمده است و به ذکر فضایل این امامان پرداخته و پاسخ شبهات مخالفان داده شده است.